# Giacomo II Malaspina
Giacomo, o Jacopo, Malaspina (Fosdinovo, 22 ottobre 1593 – Fosdinovo, 1663) figlio di Andrea Malaspina, fu l'undicesimo marchese di Fosdinovo.

## Biografia
Giacomo, o Jacopo, Malaspina era il figlio primogenito del marchese di Fosdinovo Andrea Malaspina (1565-1610).
La leggenda vuole che Giacomo sia stato il padre di una ragazza albina, Bianca Maria Aloisia, che si innamorò dello stalliere del castello. Quest'amore impossibile, unito al suo essere albina, avrebbe spinto Giacomo all'uccisione dello stalliere e della figlia, murata viva con un cane e una testa di cinghiale. Al di là della leggenda, si sa che, insieme alla consorte Maria Grimaldi, Giacomo si dedicava a feste ed eccessi e che arrivò ad accusare il figlio Andrea di tentato parricidio.
Sotto il suo marchesato, fu ricostruito l'Oratorio dei Bianchi, bruciato nel 1501 (1641-53) e che il Marchesato di Gragnola tornò sotto il potere dei Malaspina di Fosdinovo (1644) e che nel 1636 il Castello di Fosdinovo arrivò a contare ben 800 "fuochi".

## Discendenza
Sposò nel 1612 Maria Grimaldi della Rocca (29 maggio 1591-?), con cui ebbe numerosi figli:
- Paola (7 giugno 1614-?)[1]
- Luigia (2 giugno 1617-?), monaca[1]
- Pasquale (1622-1669),[1] dodicesimo marchese di Fosdinovo (1663-1669)
- Andrea (?-1659)[1]
- Bianca Maria Aloisia (?-4 agosto 1690)[1]
- Giulia[1], sposò Marcantonio Scaffoni
- Camilla (?-1690)[1]
- Vittoria (?-27 maggio 1694)[1], sposò don Francesco Sannesi
- Ippolito (17 luglio 1623-infante)
- Ippolito (1628-1671),[1] tredicesimo marchese di Fosdinovo (1669-1671)
- Carlo (1º febbraio 1630-?)[1]
- Ferdinando[1] (?-giustiziato 15 febbraio 1671), assassino del fratello Ippolito